# Kōta Hattori
Kōta Hattori (服部 公太 Hattori Kōta?, nacido el 22 de noviembre de 1977 en Narashino, Chiba) es un exfutbolista y entrenador japonés. Jugaba de centrocampista y su último club fue el Fagiano Okayama de Japón.

## Trayectoria

### Clubes
| Club                | País  | Año         |
| ------------------- | ----- | ----------- |
| Sanfrecce Hiroshima | Japón | 1996 - 2011 |
| Fagiano Okayama     | Japón | 2012        |

## Estadística de carrera

### J. League
| Club                | Año   | J. League | J. League | Copa J. League | Copa J. League | Total | Total |
| Club                | Año   | Part.     | Goles     | Part.          | Goles          | Part. | Goles |
| ------------------- | ----- | --------- | --------- | -------------- | -------------- | ----- | ----- |
| Sanfrecce Hiroshima | 1996  | 1         | 0         | 0              | 0              | 1     | 0     |
| Sanfrecce Hiroshima | 1997  | 18        | 0         | 5              | 0              | 23    | 0     |
| Sanfrecce Hiroshima | 1998  | 32        | 1         | 3              | 0              | 35    | 1     |
| Sanfrecce Hiroshima | 1999  | 28        | 1         | 1              | 0              | 29    | 1     |
| Sanfrecce Hiroshima | 2000  | 29        | 1         | 3              | 0              | 32    | 1     |
| Sanfrecce Hiroshima | 2001  | 28        | 0         | 5              | 1              | 33    | 1     |
| Sanfrecce Hiroshima | 2002  | 21        | 0         | 0              | 0              | 21    | 0     |
| Sanfrecce Hiroshima | 2003  | 44        | 1         | -              | -              | 44    | 1     |
| Sanfrecce Hiroshima | 2004  | 30        | 2         | 6              | 0              | 36    | 2     |
| Sanfrecce Hiroshima | 2005  | 34        | 0         | 6              | 0              | 40    | 0     |
| Sanfrecce Hiroshima | 2006  | 34        | 1         | 5              | 0              | 39    | 1     |
| Sanfrecce Hiroshima | 2007  | 34        | 2         | 7              | 1              | 41    | 3     |
| Sanfrecce Hiroshima | 2008  | 41        | 4         | -              | -              | 41    | 4     |
| Sanfrecce Hiroshima | 2009  | 34        | 2         | 4              | 0              | 38    | 2     |
| Sanfrecce Hiroshima | 2010  | 25        | 1         | 4              | 0              | 29    | 1     |
| Sanfrecce Hiroshima | 2011  | 17        | 0         | 2              | 1              | 19    | 1     |
| Fagiano Okayama     | 2012  | 14        | 0         | -              | -              | 14    | 0     |
| Total               | Total | 464       | 16        | 51             | 3              | 515   | 19    |

## Palmarés

### Títulos nacionales
| Título    | Club                | País  | Año  |
| --------- | ------------------- | ----- | ---- |
| J2 League | Sanfrecce Hiroshima | Japón | 2008 |